# 何昶希
何昶希（1997年11月24日—），原名何伟，是中國男子演唱團體UNINE成員，覺醒東方旗下訓練生。2019年參加愛奇藝偶像男團競演養成類真人秀《青春有你》，以第九名成績出道成團。

## 经历
2019年1月期间，何昶希参加了《青春有你》青年励志综艺节目，在首演时他和觉醒东方的训练生是第一组表演的。4月6日，他在《青春有你》总决赛上以第九名的成绩成为UNINE成员之一，正式出道。5月6日，随UNINE组合推出首张EP《UNLOCK》；然后还随UNINE组合录制的团综《UNINE蹦吧》在爱奇艺播出。2019年10月，随UNINE组合推出第二张EP《UNSUSAL》
接下来，25日起，“UNINE 粉丝见面会‘RUN TO U’”会在全国举行巡回。
2020年10月6日，随UNINE组合在北京举办毕业演唱会，正式从该组合毕业。

## 音乐作品

### 專輯列表
| 專輯 | 專輯資料                                                    | 專輯曲目                                                  |
| 1st  | 首張EP《UNLOCK》 - 發行日期：2019年5月6日 - 語言：國語      | 1. Bomba 2. Like A Gentleman 3. 春日記憶                  |
| 2nd  | 第二张EP《UNUSUAL》 - 发行日期：2019年10月21日 - 語言：國語 | 1. 租辆大巴去月亮 2. SET IT OFF 3. 海水不坠落（Butterfly) |

### 專屬節目
| 日期          | 播放频道/平台                        | 節目名稱    | 備註 |
| 2019年4月9日- | UNINE官方微博 （页面存档备份，存于） | U&NINE Vlog |      |

## 活动

### 活动見面會/宣傳/發布會
| 日期          | 地點   | 主題                                             | 備註                   |
| 2019年3月31日 | 北京站 | 青春有妳·未來可期 愛奇藝VIP千人見面會            | 《青春有妳》20強見面會 |
| 2019年5月6日  |        | 《UNLOCK》 新專輯發布會                          | UNINE所有成員          |
| 2019年5月19日 |        | *百芒UNINE給妳寵愛* 蒙牛真果粒見面會《春日記憶》 | UNINE所有成員          |
| 2019年6月2日  | 澳门站 | 樂華娛樂十周年紀念演唱會                         | UNINE為特别嘉宾        |
| 2019年6月6日  | 西安站 | UNINE西安SKP，Gentle Monster旗舰店品牌開幕活动   | UNINE所有成员          |

### 粉丝見面會
| 日期          | 地點   | 主題                               | 備註          |
| 2019年5月25日 | 武汉站 | UNINE粉絲見面會RUN TO U. UNINE巡演 | UNINE所有成員 |
| 2019年6月8日  | 上海站 | UNINE粉絲見面會RUN TO U. UNINE巡演 | UNINE所有成員 |
| 2019年6月9日  | 重庆站 | UNINE粉絲見面會RUN TO U. UNINE巡演 | UNINE所有成員 |
| 2019年6月15日 | 北京站 | UNINE粉絲見面會RUN TO U. UNINE巡演 | UNINE所有成員 |
| 2019年6月29日 | 福州站 | UNINE粉絲見面會RUN TO U. UNINE巡演 | UNINE所有成員 |
| 2019年7月6日  | 杭州站 | UNINE粉絲見面會RUN TO U. UNINE巡演 | UNINE所有成員 |
| 2019年7月27日 | 成都站 | UNINE粉絲見面會RUN TO U. UNINE巡演 | UNINE所有成員 |

## 影視作品

### 影視劇
| 年份   | 劇名                | 角色   | 備註     |
| 2023年 | 《春閨夢裡人》      | 鬼白   |          |
| 2023年 | 《結婚嗎？ 好的！》 | 唐璟行 | 网络短剧 |
| 2024年 | 《橘子汽水》        | 言辞   | 网络短剧 |
| 2024年 | 《我的盲盒恋人》    | 姜昊   | 网络剧   |
| 2024年 | 《女官大人多指教》  | 宇文衍 | 网络短剧 |
| 2025年 | 《花间一倾城》      | 吕耕云 | 网络剧   |
| 2025年 | 《不思异：志怪》    | 吴进   | 网络短剧 |
| 2025年 | 《十年倾城》        | 岑思远 | 网络短剧 |
| 2025年 | 《顾盼生香》        | 顾憬时 | 网络短剧 |
| 2025年 | 《牢笼》            | 戴世尧 | 网络短剧 |
| 待播   | 《逐玉》            |        | 网络剧   |
| 待播   | 《焕心》            | 陈堰之 | 网络短剧 |

### 電影
| 年份   | 導演 | 劇名                       | 角色   | 性質 | 備註 |
| 2021年 | 傅鶇 | 《射鵰英雄傳之九陰白骨爪》 | 歐陽克 |      |      |

## 外部連結
- 何昶希的新浪微博